# Resolutie 1931 Veiligheidsraad Verenigde Naties
Resolutie 1931 van de Veiligheidsraad van de Verenigde Naties werd unaniem door de VN-Veiligheidsraad aangenomen op 29 juni 2010. De door Oostenrijk opgestelde resolutie verlengde de ambtstermijnen van de rechters in het Joegoslavië-tribunaal.

## Achtergrond
In 1980 overleed de Joegoslavische leider Tito, die decennialang de bindende kracht was geweest tussen de zes deelstaten van het land. Na zijn dood kende het nationalisme een sterke opmars en in 1991 verklaarde Bosnië en Herzegovina zich onafhankelijk. De Servische minderheid in het land kwam hiertegen in opstand en begon een burgeroorlog, waarbij ze probeerden de Bosnische volkeren te scheiden. Tijdens die oorlog vonden massamoorden plaats waarbij tienduizenden mensen omkwamen. In 1993 werd het Joegoslavië-tribunaal opgericht, dat de oorlogsmisdaden die hadden plaatsgevonden moest berechten.

## Inhoud

### Waarnemingen
Met de resoluties 1503 en 1534 uit 2003 en 2004 was besloten dat het Joegoslavië-tribunaal haar werk in 2010 afgerond moest hebben. Het gaf echter aan dat dit langer mogelijk was. Ook had het tribunaal ervaren personeel verloren. Daarom had de Veiligheidsraad reeds in 2009 besloten de ambtstermijnen van de rechters te zullen herzien. Verder was het wenselijk dat de negen ad litem-rechters langer dan de voorziene drie jaar aanbleven. Drie van hen, en één permanente rechter, zouden nog in 2010 vertrekken na afloop van hun zaken.

### Handelingen
De Veiligheidsraad herhaalde dat personen die door het tribunaal waren aangeklaagd effectief berecht moesten worden en riep vooral de landen van voormalig Joegoslavië op beter mee te werken met het tribunaal. Men erkende ook dat het tribunaal voldoende personeel moest hebben.
Volgende permanente beroeprechters zagen hun ambtstermijn verlengd tot 31 december 2012 of de afronding van hun zaak:
- Carmel Agius
- Liu Daqun
- Theodor Meron

- Fausto Pocar
- Patrick Lipton Robinson

De ambtstermijnen van deze permanente rechters werden tot 31 december 2011 of de afronding van hun zaak verlengd:
- Jean-Claude Antonetti
- Guy Delvoie
- Burton Hall
- Christoph Flügge

- O-gon Kwon
- Bakone Moloto
- Howard Morrison
- Fons Orie

Ook die van deze ad litem-rechters werden tot diezelfde datum verlengd:
- Melville Baird
- Pedro David
- Elizabeth Gwaunza
- Frederik Harhoff
- Flavia Lattanzi

- Antoine Mindua
- Prisca Matimba Nyambe
- Michèle Picard
- Árpád Prandler
- Stefan Trechsel

De ambtstermijnen van de rechters zouden tegen 30 juni 2011 wederom verlengd worden, naargelang de agenda van het tribunaal.
Ten slotte werd het bovenstaande ad litem-rechters, Antoine Kesia-Mbe Mindua uitgezonderd, toegestaan langer te zetelen dan de cumulatieve periode die in de statuten van het tribunaal was voorzien.

## Verwante resoluties
- Resolutie 1900 Veiligheidsraad Verenigde Naties (2009)
- Resolutie 1915 Veiligheidsraad Verenigde Naties
- Resolutie 1948 Veiligheidsraad Verenigde Naties
- Resolutie 1954 Veiligheidsraad Verenigde Naties

Lijst ·  1908 ·  1909 ·  1910 ·  1911 ·  1912 ·  1913 ·  1914 ·  1915 ·  1916 ·  1917 ·  1918 ·  1919 ·  1920 ·  1921 ·  1922 ·  1923 ·  1924 ·  1925 ·  1926 ·  1927 ·  1928 ·  1929 ·  1930 ·  1931 ·  1932 ·  1933 ·  1934 ·  1935 ·  1936 ·  1937 ·  1938 ·  1939 ·  1940 ·  1941 ·  1942 ·  1943 ·  1944 ·  1945 ·  1946 ·  1947 ·  1948 ·  1949 ·  1950 ·  1951 ·  1952 ·  1953 ·  1954 ·  1955 ·  1956 ·  1957 ·  1958 ·  1959 ·  1960 ·  1961 ·  1962 ·  1963 ·  1964 ·  1965 ·  1966